# Верблюдячий регістр
Верблюдячий регістр (англ. CamelCase, ще називають горба́тий регíстр, верблю́дяче письмó) — стиль написання складових слів, у якому декілька слів пишуться разом без пробілів, при цьому кожне слово пишеться з великої літери. Цей стиль отримав назву верблюдячий регістр, оскільки великі літери всередині фрази нагадують горби верблюда (англ. Camel).
Приклади написання у верблюдячому регістрі: ТойХтоПройшовКрізьВогонь, backColor, CamelCase.
Розрізняють два різновиди верблюдячого регістру. Якщо перша літера першого слова є великою, то це ВерхнійВерблюдячийРегістр (англ. UpperCamelCase або PascalCase). Якщо ж перша літера є малою, то це нижнійВерблюдячийРегістр (англ. lowerCamelCase).

## Застосування

ВерблюдячийРегістр (CamelCase)

Верблюдячий регістр широко застосовується у різних мовах програмування, зокрема у назвах змінних, функцій та класів, адже вони не можуть містити пробілів:
- У мові Java та Swift прийнято використовувати ВерхнійВерблюдячийРегістр для назв класів і нижнійВерблюдячийРегістр — для назв екземплярів класів, методів та змінних.
- У Microsoft .NET прийнято використовувати ВерхнійВерблюдячийРегістр для назв класів та методів.

У невеликих проєктах верблюдячий регістр може використовуватись програмістом на власний смак. У крупних проєктах, зазвичай, існує спеціальний документ, що визначає правила іменування змінних, функцій, констант тощо для всіх учасників проєкту. Слід зазначити, що використання верблюдячого регістру або його відсутність є лише умовною домовленістю програмістів і ніяким чином не впливає на роботу програми.
Деякі середовища розробки (наприклад, Qt Creator) мають можливість автозаповнення по великих літерах із використанням верблюдячого регістру (sCM → setContentMargins).
Програмісти використовують верблюдячий регістр для того, щоб давати змінним, класам та методам змістовні назви (без використання пробілів), аби інші програмісти могли розуміти, яку дію виконує відповідний код.